# Amphisbaena darwinii
Espèce
Amphisbaena darwinii est une espèce d'amphisbènes de la famille des Amphisbaenidae.

## Répartition
Cette espèce est endémique d'Uruguay.

## Étymologie
Cette espèce est nommée en l'honneur de Charles Darwin.

## Publication originale
- Duméril & Bibron, 1839 : Erpétologie Générale ou Histoire Naturelle Complète des Reptiles. vol. 5, Roret/Fain et Thunot, Paris, p. 1-871 (texte intégral).